# Hudswell
Hudswell – wieś w Anglii, w hrabstwie North Yorkshire, w dystrykcie (unitary authority) North Yorkshire. Leży 67 km na północny zachód od miasta York i 340 km na północ od Londynu.